# 3ivx
3ivx je obrazový (video) kodek kompatibilní se standardem MPEG-4 vytvořený australskou společností 3ivx Technologies.
3ivx (anglicky vyslovováno „Thriv-ex“, což se v překladu podobá výslovností slovu „rozkvétající“) je komerční sada kodeků, která umožňuje vytváření datových toků (streamů) kompatibilních se standardem MPEG-4. Kodek byl navržen s ohledem na nízký výkon vestavěných systémů. 3ivx poskytuje pluginy a filtry, které umožňují obalení MPEG-4 datových toků do formátů Microsoft ASF a AVI a také Apple QuickTime (MOV). Sada umožňuje také vytvářet jednoduché MP4 toky a poskytuje zvukový (audio) kodek pro vytváření AAC streamů.
Oficiálně jsou dekodéry a kodéry k dispozici pro Microsoft Windows, Mac OS a BeOS, starší verze i pro Amigu a Linux. Kolekce FFmpeg umožňuje dekódování streamů kódovaných kodekem 3ivx.
Další význačnou vlastností 3ivx je podpora streamingu souborů přes Internet.